# هروب من سجن الخالص 2015
في 8 مايو 2015، وقعت عملية هروب جماعي من سجن في بلدة الخالص العراقية. تمكن أكثر من خمسين سجينًا من الفرار، من بينهم تسعة كانوا يواجهون تهمًا تتعلق بالإرهاب. وقد قُدر عدد القتلى بنحو خمسين سجينًا واثني عشر شرطيًا خلال عملية الهروب.

## خلفية
الخالص هي بلدة تقع في محافظة ديالى، على بُعد 80 كم (50 ميلاً) شمال بغداد .  كان السجن في البلدة يضم حوالي 300 شخص مدانين بتهم تتعلق بالإرهاب  شهدت المنطقة موجات من العنف في السنوات الأخيرة بسبب الصراع بين تنظيم الدولة الإسلامية في العراق والشام (داعش) والقوات العراقية للسيطرة على المنطقة. ومنذ يونيو 2014، وقعت ثلاث حالات هروب من السجون في محافظة ديالى. 

## سبب
هناك روايتان حول ما جرى أثناء عملية الهروب.  وفقًا للرواية الرسمية لما حدث خلال عملية الهروب من سجن الخالص، فقد اندلع تمرد داخلي بين السجناء، استغله أحدهم للاستيلاء على سلاح من أحد الحراس الذين تدخلوا لإخماد الفوضى.  وبعد ذلك، تمكن السجناء من السيطرة على مستودع الأسلحة داخل السجن، الأمر الذي مكّنهم من تنفيذ عملية الفرار. وقد دعم هذه الرواية أحد عناصر الشرطة الذين شهدوا الواقعة.  كما أرجع اللواء سعد معن إبراهيم، المتحدث باسم وزارة الداخلية العراقية، الحادثة إلى هذا التمرد الداخلي دون وجود هجوم خارجي. 
من جهة أخرى، قدم تنظيم داعش رواية مغايرة للأحداث، زاعمًا أن عملية الهروب من سجن الخالص كانت منسقة مسبقًا بين عناصره في الداخل والخارج. ووفقًا لما نُشر على منصاته الإعلامية، فقد تم تفجير عبوات ناسفة خارج أسوار السجن، مستهدفة مركبات عسكرية وأمنية، بالتزامن مع استيلاء السجناء من الداخل على مخزون الأسلحة.  وأكدت وكالة "أعماق" التابعة للتنظيم أن مقاتليه استخدموا المتفجرات لاقتحام السجن بهدف تحرير رفاقهم والوصول إلى ترسانة الأسلحة داخله.  كما أعلنت الوكالة أن ثلاثين من عناصر داعش كانوا من بين الفارين، في حين قُتل نحو ستين مقاتلًا منهم لاحقًا خلال اشتباكات مع ميليشيات شيعية. وقد حمّل رئيس بلدية الخالص، عدي الخدران، التنظيم المسؤولية عن القتل وإطلاق سراح السجناء. كما نسب العقيد أحمد التميمي، قائد قوات أمن محافظة ديالى، الاختراق إلى داعش.  ومع ذلك، نفت الروايات الرسمية وقوع أي هجوم خارجي، رغم أن بعض المصادر المحلية أفادت بمشاهدة مركبات يُشتبه بانتمائها لداعش تحاول اقتحام السجن. 

## العواقب
أسفرت عملية الهروب من سجن الخالص عن فرار أكثر من خمسين سجينًا، بينهم تسعة كانوا يواجهون تهمًا تتعلق بالإرهاب، في حين كان الباقون من المجرمين العاديين، وفقًا للتقارير الرسمية. أما تنظيم داعش، فقد ادعى أنه نجح في إطلاق سراح أكثر من ثلاثين من مقاتليه.  وأسفرت المواجهات العنيفة التي رافقت عملية الهروب عن مقتل نحو خمسين سجينًا واثني عشر شرطيًا.  وفي أعقاب الحادثة، فُرض حظر تجول في البلدة، وشرعت القوات الأمنية في تنفيذ عمليات تفتيش واسعة للمنازل بحثًا عن الفارين. 
وفي نفس الوقت، وقعت سلسلة من الهجمات الانتحارية في محافظة ديالى أسفرت عن مقتل ما لا يقل عن 22 شخصًا، استهدفت أماكن عبادة شيعية. ولم يتضح ما إذا كانت تلك الهجمات مرتبطة بعملية الهروب أم لا. 
1. 1 2 3 4 5 6  "'Dozens dead' and many escape in Iraq prison break". BBC News. 9 مايو 2015. مؤرشف من الأصل في 2024-09-18. اطلع عليه بتاريخ 2015-05-10.
2. 1 2 3  "Isis claims responsibility for major Iraq prison break leaving 62 inmates and police killed". The Independent. 10 مايو 2015. مؤرشف من الأصل في 2022-05-01. اطلع عليه بتاريخ 2015-05-10.
3. 1 2  Botelho, Greg (9 مايو 2015). "40 prisoners escape Iraq prison after deadly clashes with guards". CNN. مؤرشف من الأصل في 2016-03-04. اطلع عليه بتاريخ 2015-05-10.
4. 1 2 3  "Scores killed after Iraq prison break". Al Jazeera. 10 مايو 2015. مؤرشف من الأصل في 2019-09-29. اطلع عليه بتاريخ 2015-05-10.
5. ↑  "Fifty inmates and 12 police killed in Iraq prison break - officials". Reuters. 10 مايو 2015. اطلع عليه بتاريخ 2015-05-10.[وصلة مكسورة]